# Cratere Ruti
Ruti è un cratere sulla superficie di Ganimede.